# Angeliki Antoniou
Angeliki Antoniou (grec: Αγγελική Αντωνίου, nascuda el 12 de juliol de 1956) és una directora, guionista i productora de cinema grega. Va estudiar arquitectura a Grècia i direcció de cinema a la Acadèmia alemanya de cinema i televisió a Berlín. Treballa com a guionista i directora a Grècia i a Alemanya. El 2006 va ensenyar direcció cinematogràfica a l'Escola de Cinema de la Universitat de Tessalònica. Viu a Atenes i Berlín. Ha dirigit llargmetratges i documentals que s'han projectat i premiat en prestigiosos festivals internacionals (Locarno, Berlinale, Göteborg, Mont-real, Palm Springs, Moscou, Tessalònica, etc.)  i distribuïts arreu del món.
El seu llargmetratge aclamat per la crítica Eduart basat en fets reals, va participar en més de 40 festivals de cinema, inclòs el 29è Festival Internacional de Cinema de Moscou, i ha rebut 18 premis a Grècia, França, els EUA i el Regne Unit..Eduart va ser seleccionat per l'EFA per als Premis del Cinema Europeu de 2007. ai va ser la presentació de Grècia a l’Oscar a la millor pel·lícula estrangera de 2008.

## Filmografia (selecció)

### Director i guionista
- Persephone (1987)
- Gefangene des Meeres (1989)
- Donusa (1992)
- Tänze der Nacht (1996)
- Verspielte Nächte (1997)
- Heimlicher Tanz (1999)
- Allein unter Männern (2000)
- Messerscharf (2001)
- Eduart (2006)
- The Unknown Athenians (2020)
- Green Sea (2020)

### Guionista
- Das Glück sei Unbeweglichkeit (1990)

### Productora
- Eduart (2006)
- The Unknown Athenians (2020)
- Green Sea (2020)

### Co-productora
- Verspielte Nächte (1997)

### Premis i nominacions (selecció)
- 1992: Nominada per Pardo d'Oro (Lleopard d'or) al Festival Internacional de Cinema de Locarno per Donusa
- Premi del Jurat Juvenil a la Millor Pel·lícula (A' Prix de la Jeunesse) per Donusa
- 1992: Nominada al Golden Alexander al Festival Internacional de Cinema de Tessalònica per Donusa
- 1997: Nominada al Golden Alexander al Festival Internacional de Cinema de Tessalònica per Verspielte Nächte
- 1997: Premis del Cinema Grec a la millor pel·lícula i millor director (Angeliki Antoniou) i millor guió (Angeliki Antoniou i Kriton Kalaitzidis) i per a la millor actriu (Jasmin Tabatabai) per Verspielte Nächte
- 1997: Premi al millor disseny d'escenografia al Hof International Film Festival per Verspielte Nächte
- 2006: Guanyador de 9 premis de cinema estatal grec,  al Festival Internacional de Cinema de Tessalònica entre ells a la millor pel·lícula i millor director i millor guió (Angeliki Antoniou) per Eduart
- Premi FIPRESCI al Festival Internacional de Cinema de Tessalònica a la millor pel·lícula grega per Eduart
- 2007: Seleccionat per l'Acadèmia del Cinema Europeu per als 20ns Premis del Cinema Europeu 2007, Eduart
- 2007: Premi Antígona d'Or (Antigone d'or de la Ville et de l'Agglomération de Montpellier) al Festival Internacional de Cinema Mediterrani de Montpeller i Menció especial del Premi del Jove (CMCAS)  per Eduart
- 2007: Nominada a la Secció Competitiva, “Europa-Europa” al Festival Internacional de Cinema de Sevilla, per Eduart
- 2007: Nominada al Golden St. George al Festival Internacional de Cinema de Moscou, per Eduart
- 2007: Nominada al Gran Premi al Tallinn Black Nights Film Festival, per Eduart
- 2008: Reconeixement especial al millor repartiment de conjunt al The Method Fest Film Festival,  per Eduart
- Presentació de Grècia per a una nominació a l'Oscar a la millor pel·lícula estrangera 2008 per Eduart
- 2020: Nominada a l'Alexandre d'Or (Competició Internacional) al Festival de Documentals de Tessalònica, per The Unknown Athenians
- 2020: Premi del Públic al Festival de Cinema de Kitzbühel per Green Sea
- 2021: Premi al millor documental grec al Festival Internacional de Cinema Documental AegeanDocs per The Unknown Athenians
- 2021: Premi Efebo d'Oro “Ande” Cinema Donna a l'Efebo d'Oro (Concurs Internacional) per Green Sea
- 2021: Premi de l'Acadèmia de Cinema Hel·lènic al millor documental per The Unknown Athenians